# Tahoka
Tahoka är administrativ huvudort i Lynn County i Texas. Orten grundades 1903. Enligt 2010 års folkräkning hade Tahoka 2 673 invånare.